# Yuto Anzai
Yuto Anzai (japanisch 安齋 悠人 Anzai Yuto; * 25. April 2005 in der Präfektur Fukushima) ist ein japanischer Fußballspieler.

## Karriere
Yuto Anzai erlernte das Fußballspielen in der Schulmannschaft der Shoshi High School. Seinen ersten Vertrag unterschrieb er am 1. Februar 2024 bei Kyōto Sanga. Der Verein aus Kyōto spielt in der ersten Liga, der J1 League. Sein Erstligadebüt gab Yuto Anzai am 25. Februar 2024 (1. Spieltag) im Auswärtsspiel gegen Kashiwa Reysol. Bei dem 1:1-Unentschieden wurde er in der 89. Minute für Yūta Toyokawa eingewechselt. Fünf Minuten nach seiner Einwechselung schoss er sein erstes Ligator. In seiner ersten Profisaison bestritt er acht Erstligaspiele.